# Astragalus yunnanensis
Astragalus yunnanensis är en ärtväxtart som beskrevs av Adrien René Franchet. Astragalus yunnanensis ingår i släktet vedlar, och familjen ärtväxter. Inga underarter finns listade i Catalogue of Life.